# Savica – Šanci
Savica – Šanci je zagrebačko gradsko naselje (kvart) koje se nalazi sjeverno od rijeke Save. Graniči s naseljima Folnegovićevo naselje (Folka), Borovje, Kozari Bok, Petruševec-kvart i s Novim Zagrebom.
Pripada gradskoj četvrti Peščenica – Žitnjak.
Površina mjesnog odbora Savica – Šanci je 426,38 ha, a broj stanovnika prema popisu stanovništva 2011. godine je 5798. U mjesni odbor Savica – Šanci pripada i kvart Borovje.
U naselju se nalazi toplana koja je puštena u pogon 1962. godine.
Savica – Šanci ima crkvu koja je posvećena rođenju Blažene Djevice Marije i s naseljem Borovje čini župu Rođenja Blažene Djevice Marije.
U naselju se također nalaze Jezera Savica.